# Пенья, Хосе Мария
Анакле́то Хосе́ Мари́я Пе́нья Салегуи (исп. Anacleto José María Peña Salegui 19 апреля 1895, Гечо, Страна Басков — 13 января 1989, Гечо, Страна Басков) — испанский футболист и футбольный тренер, игрок сборной Испании.

## Карьера
Во взрослом футболе дебютировал в 1915 году выступлениями за команду клуба «Аренас» (Гечо), в которой провел одиннадцать сезонов. За это время завоевал титул обладателя Кубка Испании.
Своей игрой за эту команду привлек внимание представителей тренерского штаба клуба «Реал Мадрид», к составу которого присоединился в 1926 году. Отыграл за королевский клуб следующие шесть сезонов своей игровой карьеры. За это время добавил в перечень своих трофеев титул чемпиона Испании.
Завершил профессиональную игровую карьеру в футбольном клубе «Сельта Виго», за команду который выступал на протяжении 1932—1933 годов.
В 1921 году дебютировал в официальных матчах в составе национальной сборной Испании. В течение карьеры в национальной команде, которая длилась 10 лет, провел в форме главной команды страны 21 матч, забив 1 гол.